# Leonor Dorotea de Anhalt-Dessau
Leonor Dorotea de Anhalt-Dessau (en alemán, Eleonore Dorothea von Anhalt-Dessau;Dessau, 6 de febrero de 1602-Weimar, 26 de diciembre de 1664) fue una princesa de Anhalt-Dessau por nacimiento, y por matrimonio duquesa de Sajonia-Weimar.

## Biografía
Leonor Dorotea fue una hija del príncipe Juan Jorge I de Anhalt-Dessau (1567-1618) de su segundo matrimonio con Dorotea (1581-1631), hija del conde palatino Juan Casimiro de Simmern.
Ella contrajo matrimonio el 23 de mayo de 1625 en Weimar con su primo, el duque Guillermo el Grande de Sajonia-Weimar (1598-1662), con quien había estado comprometida antes de su campaña en Baja Sajonia. El matrimonio fue concluido por motivos políticos: debería profundizar las relaciones amistosas entre Anhalt y Sajonia-Weimar. El matrimonio, sin embargo, fue descrito como muy feliz. Leonor Dorotea permaneció fiel a la Iglesia reformada durante su matrimonio, aunque se acercó a la doctrina luterana, que profesaba su marido.
Murió en 1664 e inicialmente fue enterrada en la capilla del Palacio en Weimar. En 1824, su cuerpo fue trasladado a la nueva Cripta Ducal de Weimar.

## Descendencia
De su matrimonio Dorotea Leonor tuvo los siguientes hijos:
1. Guillermo (Weimar, 26 de marzo de 1626-ibidem, 1 de noviembre de 1626).
2. Juan Ernesto II (Weimar, 11 de septiembre de 1627-ib., 15 de mayo de 1683), sucedió a su padre como duque de Sajonia-Weimar.
3. Juan Guillermo (Weimar, 16 de agosto de 1630-ib., 16 de mayo de 1639).
4. Adolfo Guillermo (Weimar, 14 de mayo de 1632-Eisenach, 22 de noviembre de 1668), duque de Sajonia-Eisenach.
5. Juan Jorge I (Weimar, 12 de julio de 1634-Eckhartshausen, 19 de septiembre de 1686), duque de Sajonia-Marksuhl y después de Sajonia-Eisenach. Fue el abuelo de Carolina de Brandeburgo-Ansbach, reina consorte de Jorge II de Gran Bretaña.
6. Guillermina Leonor (Weimar, 7 de junio de 1636-ib., 1 de abril de 1653).
7. Bernardo II (Weimar, 14 de octubre de 1638-Jena, 3 de mayo de 1678), duque de Sajonia-Jena.
8. Federico (Weimar, 19 de marzo de 1640-ib., 19 de agosto de 1656).
9. Dorotea María (Weimar, 14 de octubre de 1641-Moritzburg, 11 de junio de 1675), desposó el 3 de julio de 1656 al duque Mauricio de Sajonia-Zeitz.[4]